# David Essex
David Essex, Orden del Imperio Británico (David Albert Cook; 23 de julio de 1947 en Londres, Inglaterra) es un músico, compositor y actor británico. Desde los años sesenta, ha logrado posicionar 19 sencillos en el Top 40 de las listas de éxitos del Reino Unido (incluidos dos número 1) y 16 álbumes en la misma lista. También ha llevado a cabo una extensa carrera como actor.

## Discografía
| - Rock On - 1973 - David Essex - 1974 - All The Fun Of The Fair - 1975 - On Tour - 1976 - Out On The Street - 1976 - Gold and Ivory - 1977 - David Essex Album - 1979 - Imperial Wizard - 1979 - Hot Love - 1980 - Silver Dream Racer - 1980 - Be-Bop the Future - 1981 - Stage-Struck - 1982 - The Very Best Of David Essex - 1982 - - The Whisper - 1983 - This One's For You - 1984 - Central Stage - 1987 | - Living in England - 1995 - A Night at the Movies - 1997 - I Still Believe - 1999 - Thank You - 2000 - Wonderful - 2001 - Theatre Of Dreams - 2001 - Forever - 2001 - Sunset - 2003 - It's Gonna Be Alright - 2004 - Greatest Hits - 2006 - Beautiful Day - 2006 - Happy Ever After - 2007 - All The Fun Of The Fair - Greatest Hits - 2008 |